# Широкофюзеляжный самолёт
Широкофюзеляжный самолёт (англ. a wide-body aircraft, a twin-aisle aircraft, airbus) — пассажирский самолёт с фюзеляжем, ширина которого требует наличия двух проходов между рядами кресел в салоне, как, например, Ил-96, Boeing 777 или A340.
Ширина фюзеляжа серийных широкофюзеляжных самолётов — от 5,03 метра у Boeing 767 до 7,14 метра у Airbus A380 , что позволяет разместить в ряду от 7 до 10 кресел экономкласса. Ширина салона A380 позволяет разместить до 11 кресел, но реализована такая возможность никогда не была. У традиционных узкофюзеляжных самолётов диаметр фюзеляжа обычно не превышает 3—4 метров, чего достаточно для размещения до шести кресел в ряду, для которых достаточно одного прохода. Для обеспечения эвакуации пассажиров размещение кресел более трёх от прохода запрещено.
Широкофюзеляжный самолёт может взять на борт до 853 (Airbus А380) человек. При этом длина фюзеляжа у крупнейших машин превышает 70 метров.

## История
- Ан-22 — первый в мире широкофюзеляжный самолёт
- Boeing 747-100 — первый в мире пассажирский широкофюзеляжный самолёт

Появление широкофюзеляжных самолётов в конце 1960-х — начале 1970-х годов было вызвано быстрыми темпами роста объёма воздушных пассажирских перевозок и перегруженностью воздушного пространства, особенно на линиях с интенсивным движением и в зонах аэропортов Союза ССР. Кроме того, внедрение широкого фюзеляжа позволило благодаря резкому повышению вместимости пассажиров (грузоподъёмности) уменьшить расход топлива на единицу транспортной производительности.
Если повышение экономичности пассажирских самолётов предшествующих поколений обычно сопровождалось увеличением плотности компоновки пассажирских кресел и некоторым снижением комфорта, то рост экономичности широкофюзеляжных самолётов возможен и при уменьшении плотности компоновки и повышении комфорта, что привлекает новых пассажиров.
Широкофюзеляжные самолёты предназначены для перевозки большого количества пассажиров или груза преимущественно на средние и большие расстояния.
Существуют двухпалубные широкофюзеляжные самолёты, такие как Boeing 747 (первый в мире серийный широкофюзеляжный самолёт) и А380. Кроме них, в настоящее время используются однопалубные широкофюзеляжные A300, A310, A330, A340, A350, Boeing 767, 777 и 787, а также менее популярные Ил-96, DC-10 и MD-11.

## Современные широкофюзеляжные самолёты
|  | Модель                | ВвЭ — Последний год произв-ва | Кол-во двиг-ей | Макс. значение хар-зующей величины Макс. взлётной массы | Длина                               | Ширина салона, основная палуба верхняя палуба | Внеш. диаметр фюзеляжа, уровень основной палубы | Число мест поперёк в экономклассе, основная палуба (ширина кресла)                                                                                        | Иллюстрация |
|  | --------------------- | ----------------------------- | -------------- | ------------------------------------------------------- | ----------------------------------- | --------------------------------------------- | ----------------------------------------------- | --- | ----------- |
|  | Airbus A300           | 1974—2007                     | 2              | 132,0 т 171,7 т                                         | 54,08 м                             | 5,35 метра (210 ″)                            | 5,64 метра (220 ″)                              | 8 поперёк (43,2 см шириной) как 2-4-2 на TG 8 поперёк (43,2 см шириной) как 2-4-2 на LH 9 поперёк (41,9 см шириной) как 3-3-3 на IR                       |             |
|  | Airbus A310           | 1982—2007                     | 2              | 164,0 т                                                 | 46,66 м                             | 5,28 метра (210 ″)                            | 5,64 метра (220 ″)                              | 8 поперёк (44,2 см шириной) как 2-4-2 на AI 9 поперёк (41,9 см шириной) как 3-3-3                                                                         |             |
|  | Airbus A330           | 1994—                         | 2              | 233,0 т                                                 | 63,69 м и 58,82 м                   | 5,28 метра (210 ″)                            | 5,64 метра (220 ″)                              | 8 поперёк (44,4 см шириной) как 2-4-2 на EK 9 поперёк (41,9 см шириной) как 3-3-3 на D7                                                                   |             |
|  | Airbus A340           | 1993—2012                     | 4              | 380,0 т                                                 | 75.36 м, 67.93 м, 63.69 м и 59.40 м | 5,28 метра (210 ″)                            | 5,64 метра (220 ″)                              | 8 поперёк (43,9 см шириной) как 2-4-2 на EY 9 поперёк (41,9 см шириной) как 3-3-3 на D7                                                                   |             |
|  | Airbus A350 XWB       | 2014—                         | 2              | 298,0 т                                                 | 73,88 м, 66,89 м и 60,54 м          | 5,61 метра (220 ″)                            | 5,96 метра (230 ″)                              | 8 поперёк (48,3 см шириной) как 2-4-2 предлагаемый 9 поперёк (45,0 см шириной) как 3-3-3 предлагаемый 10 поперёк (41,6 см шириной) как 3-4-3 предлагаемый |             |
|  | Airbus A380           | 2007—2022                     | 4              | 560,0 т                                                 | 73,0 м                              | 6,55 метра (260 ″) 5,79 метра (230 ″)         | 7,14 метра (280 ″)                              | 10 поперёк (47,2 см шириной) как 3-4-3 на SQ 10 поперёк (45,0 см шириной) как 3-4-3 на QF 10 поперёк (45,7 см шириной) как 3-4-3 на EK                    |             |
|  | Boeing 747            | 1970—2022                     | 4              | 412,8 т                                                 | 76,3 м и 70,6 м                     | 6,10 метра (240 ″) 3,45 метра (140 ″)         | 6,50 метра (260 ″)                              | 10 поперёк (45,0 см шириной) как 3-4-3 на TG 10 поперёк (43,7 см шириной) как 3-4-3 на NW                                                                 |             |
|  | Boeing 767            | 1982—                         | 2              | 204,1 т                                                 | 61,4 м, 54,94 м и 48,51 м           | 4,72 метра (190 ″)                            | 5,03 метра (200 ″)                              | 7 поперёк (45,7 см шириной) как 2-3-2 на UA 8 поперёк (43,2 см шириной) как 2-4-2 на BY                                                                   |             |
|  | Boeing 777            | 1995—                         | 2              | 351,5 т                                                 | 73,9 м и 63,7 м                     | 5,87 метра (230 ″)                            | 6,20 метра (240 ″)                              | 9 поперёк (47,0 см шириной) как 2-5-2 на AA 9 поперёк (45,7 см шириной) как 3-3-3 на UA 10 поперёк (44,4 см шириной) как 3-4-3 на EK                      |             |
|  | Boeing 787 Dreamliner | 2011—                         | 2              | 245,0 т                                                 | 68,9 м, 63 м и 55,5 м               | 5,46 метра (210 ″)                            | 5,77 метра (230 ″)                              | 8 поперёк (47,0 см шириной) как 3-2-3 предлагаемый 8 поперёк (47,0 см шириной) как 2-4-2 на ANA 9 поперёк (43,9 см шириной) как 3-3-3 на UA               |             |
|  | Ил-86                 | 1980—1994                     | 4              | 208,0 т                                                 | 59,94 м                             | 5,70 метра (220 ″)                            | 6,08 метра (240 ″)                              | 9 поперёк (45,7 см шириной) как 3-3-3 на SU |             |
|  | Ил-96                 | 1992—                         | 4              | 250,0 т                                                 | 63,939 м и 55,345 м                 | 5,70 метра (220 ″)                            | 6,08 метра (240 ″)                              | 9 поперёк (45,7 см шириной) как 3-3-3 на SU |             |
|  | L-1011 TriStar        | 1972—1985                     | 3              | 231,3 т                                                 | 54,2 м и 50 м                       | 5,77 метра (230 ″)                            | 6,22 метра (240 ″)                              | 9 поперёк (43,2 см шириной) как 2-5-2 на SV 9 поперёк (43,2 см шириной) как 3-4-2 на BA                                                                   |             |
|  | MD DC-10              | 1971—1989                     | 3              | 259,5 т                                                 | 55,5 м                              | 5,54 метра (220 ″)                            | 6,02 метра (240 ″)                              | 9 поперёк (43,7 см шириной) как 2-5-2 на NW 10 поперёк (43,2 см шириной) как 3-4-3 на DE                                                                  |             |
|  | MD MD-11              | 1990—2001                     | 3              | 286,0 т                                                 | 61,24 м                             | 5,69 метра (220 ″)                            | 6,02 метра (240 ″)                              | 9 поперёк (44,4 см шириной) как 3-3-3 на KLM 9 поперёк (44,4 см шириной) как 2-5-2 на DL 10 поперёк (43,2 см шириной) как 3-4-3 на WO                     |             |